# ごめんね…
「ごめんね…」は、1996年6月21日に発売された髙橋真梨子の26枚目のシングル。

## 解説
- 本楽曲は、日本テレビ系「火曜サスペンス劇場」の15代目主題歌に起用された（1996年4月2日～1997年5月27日）。
- 同番組のターゲットである主婦層からの支持を得て、歴代主題歌の中では「聖母たちのララバイ」（岩崎宏美）に次ぐシングル売り上げを記録、カラオケでも特に40代から50代女性に人気が高い楽曲となった。
- シングルは累計で100万枚に迫る売上となった[2]。
- オリコンチャートでは最高18位留まりだったものの、100位以内には47週間もランクインのロングセラーとなる。同チャートによる売上では65.2万枚を記録し、髙橋のシングルでは最大の売上となった[1]。
- シングル発売から20年が経過した2016年末の「第67回NHK紅白歌合戦」で、本楽曲を歌唱披露した。なお当時の髙橋の年齢は67歳9ヶ月を迎えたが、これは紅白歌合戦において紅組出場歌手の史上最年長記録となった（それまでは2004年末『第55回NHK紅白歌合戦』に出場した島倉千代子の、当時66歳9ヶ月だった）。

## 収録曲
- 両楽曲ともに、作詞：髙橋真梨子

1. ごめんね… [04:45]
作曲：水島康宏／編曲：十川知司
2. Good-by Love [05:15]
作曲：HIROSHI／編曲：大森俊之
3. ごめんね…（オリジナル・カラオケ）
4. Good-by Love（オリジナル・カラオケ）

## カバー
- 五木ひろし（1997年、アルバム「ベストコレクション 罪と罰・夫婦みち・ごめんね」収録）
- 大月みやこ（1997年、アルバム「女の涙〜最新ヒットを歌う〜」収録）
- 浅田あつこ（1997年、アルバム「詩つむぎ花舞台」収録）
- 火野正平 (2009年3月4日、アルバム 『ウーマン達への子守唄』に収録)
- ハン・ジナ（2015年、アルバム『ハン・ジナ ベスト16 ～ガラスの部屋・窓～』収録）
- 林部智史（2018年、アルバム『カタリベ1』収録）
- 島津亜矢（2018年、アルバム『SINGER 5』収録）
- Ms.OOJA（2020年、アルバム「流しのOOJA 〜VINTAGE SONG COVERS〜」収録）